# Rincón de la Victoria
Rincón de la Victoria là một đô thị trong tỉnh Málaga, cộng đồng tự trị Andalusia Tây Ban Nha. Đô thị này có diện tích là ki-lô-mét vuông, dân số năm 2006 là 31996 người với mật độ người/km². Đô thị này có cự ly km so với tỉnh lỵ Málaga.